# Федосеева, Елена Владимировна
Елена Владимировна Федосеева (до замужества Никашина; род. 21 сентября 1972, Москва) — советская и российская синхронистка, чемпионка СССР (1988) и чемпионка Европы (1993) в групповых упражнениях. Мастер спорта России международного класса (1993).  Судья всероссийской категории (2021).

## Биография
Родилась 21 сентября 1972 года в Москве. Начала заниматься синхронным плаванием в возрасте 8 лет в ДСО «Водник», тренировалась под руководством Ольги Васильченко и Елены Подольской.
Наиболее значимых достижений добивалась во второй половине 1980-х и первой половине 1990-х годов. В 1988 году была чемпионкой СССР в групповых упражнениях. В 1993 году участвовала в чемпионате Европы в Шеффилде и завоевала золотую медаль этих соревнований в той же дисциплине.
В 1994 году завершила свою спортивную карьеру. В 1995 году окончила Санкт-Петербургскую государственную академию физической культуры им. П.Ф. Лесгафта. В дальнейшем занималась тренерской деятельностью в МГФСО (1996—1999), ДСО «Профсоюзы» (2002—2006) и ФСО «Юность Москвы» (2006—2015). С 2002 по 2006 год работала с будущей олимпийской чемпионкой Геленой Топилиной. В 2007—2015 годах была тренером сборной Москвы по синхронному плаванию. С 2015 года работает в Спортивной школе олимпийского резерва по водным видам спорта Московской области в городе Чехов. Является тренером высшей квалификационной категории.